# Тіньова економіка
Тіньова економіка (англ. Black economy, Ghost economy, Shadow economy, Non-observed economy) — господарська діяльність, яка розвивається поза державним обліком та контролем, а тому не відображається в офіційній статистиці. «Тіньові» підприємства не перерозподіляють власних доходів до бюджетів та державних цільових фондів, вони не сплачують податків, збільшуючи власні прибутки.

## Суть тіньової економіки
Розвиток доіндустріального суспільства і його перехід в індустріальне сприяв тіньовій діловій активності у різноманітних її проявах. Так, деякі форми капіталістичного виробництва (наприклад, «розпорошена» мануфактура) становили «підпільну» противагу легальному цеховому ремеслу, піратство поширювалося протягом XVI—XVIII ст. в Середземному та Карибському морях, Індійському океані, завдаючи чималої шкоди морським перевезенням, казнокрадство та корупція були присутні в усіх абсолютистських державах. Певною мірою тіньова ділова активність була реакцією на наступ влади вельмож, яка ще не мала належного інституційного оформлення. Капіталізм у власному розумінні слова міцно вкоренився лише після того, як «протестантська етика» санкціювала гонитву за багатством у формі «чесного бізнесу», що допускала конкуренцію і не заперечувала насильства. Епоха нового часу завершується узаконенням одних форм тіньового бізнесу (наприклад, банківської діяльності — колишнє лихварство) і посиленням боротьби з найбільш кримінальними його формами (комп'ютерним піратством, корупцією тощо).
Новий етап розвитку тіньової економіки спостерігається у другій половині ХХ ст., що пов'язується з глобальною трансформацією світового господарства. У розвинених країнах іллегалізація економічної діяльності в середині ХХ ст. викликана залученням цих країн до індустріального та інформаційного суспільства. У соціалістичних країнах різке зростання тіньового сектору виявилося результатом недосконалості директивно-планової моделі економіки порівняно з ринковою. Лаконічне пояснення основної причини істотної тінізації соціалістичного господарства дає американський економіст М. Олсон: «Якщо відсутня приватна власність, то всі громадяни матеріально зацікавлені у розкраданні господарства, але ніхто не зацікавлений особисто у його збереженні».
Неоднозначними є думки з приводу впливу тіньового сектора на національне господарство. Він несе і певну конструктивну роль, що проявляється в стабілізуючій і компенсуючій функціях в господарстві перехідного періоду. Тіньова економіка характеризується більшою гнучкістю та динамічністю, ніж легальна. Вона має здатність швидко заповнювати ніші (що виникають в економічному просторі) та створювати додаткові робочі місця. Тіньова економіка насичує ринок товарами і послугами, збільшує доходи частини населення, посилює конкурентну боротьбу, стримуючи на певний час соціальні дестабілізаційні процеси в суспільстві. Проте вирішальним є негативний вплив тіньового сектору на національну економіку. Внаслідок існування тіньової економіки зменшуються доходи бюджету, зростає зовнішній і внутрішній борг, збільшується тіньовий капітал, зменшується інвестиційна привабливість держави, втрачаються можливості активної участі у глобалізаційних процесах. Втрати державою своїх регулюючих, контролюючих та інших соціально важливих функцій (внаслідок наявності тіньової економіки) неминуче супроводжується криміналізацією суспільства та зростанням організованої злочинності. Система тіньового обороту ВВП працює головним чином на відтік капіталу і лише мала частка національного капіталу залишається або повертається для інвестування вітчизняного виробництва іноді у вигляді прямих іноземних інвестицій чи в іншій формі, що є по суті відмиванням тіньового капіталу.
У розвинених країнах масштаби тіньової економіки відносно невеликі і складають приблизно 5-15 % ВВП. У країнах, що розвиваються, тіньовий сектор грає помітнішу роль. Так, в деяких з них тіньова економіка навіть переважає офіційну (Нігерія, Болівія, Таїланд). Середні масштаби тіньової економіки в країнах, що розвиваються, складають в середньому 35—45 %.

## Види тіньової економіки
Виділяють три види тіньової економіки:
«Друга» тіньова економіка — це заборонена законом економічна діяльність працівників «білої» (офіційної) економіки, яка приводить до прихованого перерозподілу раніше створеного національного доходу. З точки зору суспільства у цілому «друга» тіньова економіка не виробляє ніяких нових товарів чи послуг: вигодами, які отримуються від «другої» економіки, користуються одні люди за рахунок втрат, які несуть інші люди.
«Сіра» тіньова економіка — економічна діяльність по виготовленню та реалізації звичайних товарів та послуг, яка дозволена законом, але не реєструється (переважно дрібний бізнес). На відміну від «другої» економіки, яка невідривно пов'язана з «білою» (офіційною) економікою та паразитує за її рахунок, «сіра» економіка функціонує автономно. У цьому секторі виробники або свідомо ухиляються від офіційного обліку, не бажаючи нести витрати (пов'язані з отриманням ліцензій, сплатою податків тощо), або звітування про такий вид діяльності взагалі не передбачено.
«Чорна» тіньова економіка (економіка організованої злочинності) — заборонена законом економічна діяльність, яка пов'язана з виробництвом та реалізацією заборонених та дефіцитних товарів та послуг. «Чорною» економікою у широкому значені можна вважати всі види діяльності, які повністю виключені з нормального економічного життя, оскільки вони вважаються несумісними з ним й такими, що його руйнують (наприклад, наркобізнес, грабунки тощо).

## Міжнародна класифікація тіньової економіки для статистичних служб
1. Незаконна (кримінальна) економіка — діяльність, яка напряму заборонена законом.
2. Нелегальна (підпільна) економіка — виробництво легальних товарів і послуг, але без реєстрації й необхідних дозволів й/або з ухиленням від сплати податків.
3. Неформальна економіка — самозайнятість, а також діяльність мікропідприємств, які не мають статусу юридичної особи й зазвичай родинних, в яких важко відділити власний дохід від доходу підприємства.
4. Виробництво домогосподарствами продукції для власного споживання.
5. Статистичні помилки[4].

## Тіньова економіка у світі

### В СРСР
Тіньова економіка з'явилась в СРСР разом з самою країною рад. Саме завдяки «мішечникам» вдалось прогодувати населення країни в роки громадянської війни. В умовах постійного дефіциту в роки сталінського правління роль тіньової економіки не зменшувалась, хоча й ставала дедалі небезпечнішою. Тільки при Хрущові з'явилась відносно стійка неформальна економіка, до якої ставилися майже поблажливо, як до необхідного доповнення до плану. Люди тепер менше боялися, а держава не могла задовольнити потреби споживачів, що проголошувала ціллю своєї політки. Тому процвітали робота у вечірній час, «ліва» робота, розтрати і «спекуляція», а також «паразити», тобто люди без офіційного місця роботи, які, вочевидь, жили за рухнок цієї діяльності. Настільки швидким виявився цей ріст, що Хрущов запровадив смертну кару для громадян, які займалися деякими із цих видів діяльності.
Однак при Брежнєві тіньова економіка виявилася справжньою опорою системи. Вона працювала у двох великих сферах, які можна назвати роздрібною та оптовою торгівлею. Якщо говорити про роздрібну торгівлю, тіньова економіка задовольняла споживчі потреби населення, пропонуючи так звані дефіцитні товари. В такий спосіб вона надавала послуги — від пошиву сукні до ремонту автомобіля і медичного обслуговування, — яких державна система не надавала. Вона також постачала імпортні товари — від джинсів до предметів розкошу і передових технологій, — які прагнули придбати завдяки високій якості або іноземному шику. Оптова складова підтримувала діяльність офіційної економіки або виступала резервом підприємницької винахідливості для посилення жорсткості плану. Вона забезпечувала державні підприємства всім: від сировини до запасних частин, а надто у тих численних випадках, коли підприємство для виконання плану не могло оперативно тримати необхідні товари від офіційних постачальників.
Таким чином, «друга» економіка часто породжувала справжню «мафію». Мафія навіть іноді перепліталась з партійною ієрархією, утворюючи симбіоз, у якому підприємці отримували політичний захист в обмін на матеріальні блага і послуги. В деяких прикордонних республіках мафія фактично перебрала на себе управління у партійних органах, а точніше, місцеві партійні органи по суті перетворилися на мафію (наприклад, справа першого секретаря Василія Мжаванадзе; інцидент з секретарем партії Рафіком Адуловим в Узбекистані).

### В Україні
Тіньова економіка в Україні — результат системної кризи економіки, що виникла через невідповідність методів здійснення ринкових перетворень. Поширення тіньової економіки в Україні відбулося на базі руйнації діючих розподільних відносин і побудови нових, які істотно порушили усталений баланс інтересів суб'єктів економіки, паритетність розвитку окремих її сфер, мотивацію ефективного господарювання.
За даними Міністерства економіки, рівень тіньового сектору економіки України за підсумками ІІ кварталу 2009 року становить 36 % від офіційного ВВП. За попередніми оцінками, державний бюджет України, в результаті збільшення тіньового сектору, у 2009 році може недоотримати понад 100 млрд грн.
У 2012 році рівень тіньової економіки становив 45 % ВВП.